# Leptoneta proserpina
Espèce
Leptoneta proserpina est une espèce d'araignées aranéomorphes de la famille des Leptonetidae.

## Distribution
Cette espèce est endémique des Alpes-Maritimes en Provence-Alpes-Côte d'Azur en France. Elle se rencontre dans la grotte  de Laura à Castillon, dans la grotte d'Eynési à Vence et dans l'Aven du Gargaï à Gourdon.
Sa présence est incertaine dans les Alpes-de-Haute-Provence et l'Hérault.

## Publication originale
- Simon, 1907 : Araneae, Chernetes et Opiliones (Première série). Biospeologica. III. Archives de zoologie expérimentale et générale, sér. 4, vol. 6, no 2, p. 537-553 (texte intégral).